# 돈다정 (야마구치현)
돈다정(富田町)은 야마구치현 쓰노군에 설치되었던 시이다. 현재의 슈난시에 해당한다.

## 역사
- 1889년 4월 1일 - 정촌제 시행에 의해 근세이후의 돈다촌(富田村)이 단독으로 자치체를 형성.
- 1915년 11월 10일 - 돈다촌이 정제 시행으로 돈다정(富田町이 됨.(제1차)
- 1941년 11월 3일 - 도미오카촌을 편입.
- 1944년 4월 1일 - 도쿠야마시·구시가하마정·후쿠가와촌·오쓰시마촌·야지촌·헤타촌·유노촌와 합병하여, 새로이도쿠야마시가 발족. 돈다정(제1차)은 폐지됨.
- 1949년 8월 1일 - 도쿠야마시의 구 돈다정 일부가 분리되어 '돈다정(富田町)이 발족. (제2차)
- 1953년 10월 1일 - 후쿠가와촌과 합병하여 난요정가 발족. 돈다정(제2차)은 폐지됨.

## 교통

### 철도
- 운수통신성
  - 산요본선

현재는 구촌에 산요신칸센이 지나가지만, 당시엔 미개통

### 도로
현재는 구촌에 주고쿠 자동차도가 지나가지만, 당시엔 미개통

## 참고문헌
- 角川日本地名大辞典 35 山口県